# Echinolejeunea papillata
Echinolejeunea papillata är en bladmossart som först beskrevs av William Mitten, och fick sitt nu gällande namn av Rudolf Mathias Schuster och Bruce Gordon Hamlin. Echinolejeunea papillata ingår i släktet Echinolejeunea och familjen Lejeuneaceae. Inga underarter finns listade i Catalogue of Life.